# Evandro Goebel
Evandro Goebel (Blumenau, Santa Catarina, Brasil, 23 de agosto de 1986), más conocido como Evandro, es un exfutbolista brasileño que jugaba de centrocampista.

## Trayectoria

### Atlético Paranaense
Evandro hizo su debut profesional con el Atlético Paranaense contra el Malucelli en la victoria por 3-1 en el Campeonato Paranaense, el 10 de febrero de 2005. Marcó su primer gol como profesional para el Paranaense en casa ante el FC Santos en la victoria 3-2 en la Copa Libertadores el 1 de junio de 2005.

### Goiás
En 2008 se hizo oficial su préstamo al Goiás.

### Palmeiras
Ese mismo año el Atlético Paranaense volvió a prestarlo, pero ahora al Palmeiras

### Atlético Mineiro
El 20 de mayo de 2009 firmó un contrato por 6 meses con el Atlético Mineiro y posteriormente se amplió a un año.

### Vitória
El 25 de mayo de 2010 Evandro fue transferido con su exsocio del Atlético Renan Oliveira a Vitória a cambio del delantero Neto Berola. Jugó con Vitória en préstamo hasta el final de 2010. En este club descendió.

### Estrella Roja
El 1 de diciembre de 2010, hizo su primera historia en el extranjero con la Estrella Roja de Belgrado mediante la firma de un contrato de 3 años y medio con el club Serbio, con el fin de reducir el número de extranjeros en el equipo la Estrella Roja de Belgrado perdió el pasaporte Serbio de Evandro. En junio de 2011 el Gobierno serbio aprobó esta situación y Evandro se convirtió oficialmente en un ciudadano serbio. Le dieron la camiseta con el número 10. También anotó su primer gol en la final de la Copa de Serbia, en una victoria de 2-0 sobre el FK Borac Čačak. El 22 de agosto de 2012, Evandro rescindió su contrato con el Estrella Roja de Belgrado junto antes del partido de la Liga de Campeones de la UEFA 2012-13 ante el FC Girondins de Burdeos, le dice a un periodista en el aeropuerto de Belgrado.

### Estoril
Firmó por el Estoril después de jugar por fracasada campaña de la UEFA Champions League de la Estrella Roja en el verano de 2012. El 27 de enero de 2013 anotó un gran gol ante el SC Olhanense que llamó la atención de los medios de comunicación.

### FC Porto
Después de meses de scouting, el FC Oporto trajo a Evandro a su primer entrenamiento el 3 de julio de 2014.

### Hull City Association Football Club
En enero de 2017, Evandro se compromete con el Hull, último clasificado de la Premier League, club en el que había jugado a las órdenes del nuevo entrenador de los "Tigers", Marco Silva, en Estoril, se comprometió hasta 2019.

## Selección nacional
Evandro jugó catorce veces para la selección brasileña sub-20 y marcó cuatro goles. Fue seleccionado para la Copa Mundial de Fútbol Juvenil de 2005 que se disputó en los Países Bajos y ganó el 3.er lugar en el torneo.

### Participaciones en Copas del Mundo
| Mundial                  | Sede         | Resultado    |
| ------------------------ | ------------ | ------------ |
| Mundial de Fútbol Sub-20 | Países Bajos | Tercer lugar |

## Clubes
| Club                | País       | Año       | Partidos | Anotado |
| ------------------- | ---------- | --------- | -------- | ------- |
| Atlético Paranaense | Brasil     | 2005-2010 | 59       | 7       |
| Goiás E. C.         | Brasil     | 2008      | 3        | 0       |
| S. E. Palmeiras     | Brasil     | 2008      | 27       | 0       |
| Atlético Mineiro    | Brasil     | 2009-2010 | 30       | 3       |
| E. C. Vitória       | Brasil     | 2010      | 7        | 1       |
| Estrella Roja       | Serbia     | 2011-2012 | 35       | 13      |
| G. D. Estoril       | Portugal   | 2012-2014 | 53       | 14      |
| F. C. Porto         | Portugal   | 2014-2016 | 32       | 2       |
| Hull City A. F. C.  | Inglaterra | 2017-2019 | 5        | 0       |
| Santos F. C.        | Brasil     | 2019-2020 |          |         |
| Chapecoense         | Brasil     | 2020-2021 |          |         |